# Marguerite Wildenhain
Marguerite Wildenhain (Lyon, 11 de octubre de 1896-Guerneville, 24 de febrero de 1985), de soltera Marguerite Friedlaender y ortografía alternativa Friedländer, fue una ceramista, educadora y escritora estadounidense formada en la Escuela de la Bauhaus. Después de emigrar a los Estados Unidos en 1940, enseñó en Pond Farm y escribió tres libros influyentes: Pottery: Form and Expression (1959), The Invisible Core: A Potter's Life and Thoughts (1973) y … that We Look and See: Un admirador mira a los indios (1979). El artista Robert Arneson la describió como "la gran dama de los alfareros".

## Biografía
Wildenhain nació el 11 de octubre de 1896 en Lyon, Francia, de madre británica, Rose Calmann y padre alemán, Théodore Friedlaender, que era comerciante de seda. Su hermano fue el tipógrafo israelí Henri Friedlaender. Comenzó su educación primero en Alemania, luego en Yorkshire, Inglaterra. Al comienzo de la Primera Guerra Mundial, su familia se mudó a Alemania, donde completó la escuela secundaria.
A partir de 1914, estudió escultura en la Universidad de las Artes de Berlín y más tarde trabajó como decoradora de porcelana en una fábrica de Rudolstadt. Fue en esa fábrica donde se despertó su pasión por el torno de alfarero. Cuando no estaba trabajando en la fábrica, exploró su entorno rural. Poco después de la Primera Guerra Mundial, mientras estaba en Weimar durante un fin de semana, se encontró con la proclamación publicada por el arquitecto Walter Gropius sobre la fundación de la Escuela de la Bauhaus en 1919: "Un nuevo gremio de artesanos sin las distinciones de clase que levantan una arrogante barrera entre artesanos y artistas". Allí mismo, como recuerda en su autobiografía, decidió convertirse en una de las primeras alumnas en matricularse. Wildenhain asistió a la Bauhaus en Dornburg de 1919 a 1925.
En julio de 1952 participó en la única Conferencia Internacional de Alfareros y Tejedores que se desarrolló en Dartington Hall, organizada por Muriel Rose y Bernard Leach.

## Bauhaus
Durante su tiempo en la Bauhaus, Wildenhain estudió junto a los pintores Paul Klee y Vasili Kandinski y trabajó en estrecha colaboración con el escultor Gerhard Marcks (su Formmeister o Form Master) y el alfarero Max Krehan (su Lehrmeister o Crafts Master). En 1925, Wildenhain se convirtió en la primera mujer en obtener la certificación Master Potter en Alemania.
En 1926, dejó la escuela y se mudó a Halle, en Alemania, donde fue nombrada directora del taller de cerámica en la Universidad de Arte y Diseño Burg Giebichenstein. Mientras estuvo allí, también se asoció con Konigliche Porzellan-Manufaktur (o KPM), que cambió su nombre a Staatliche Porzellan-Manufaktur, para la cual diseñó los prototipos de vajillas refinadas producidas en serie, entre las que destacan el juego de té Halle y la vajilla Burg-Giebichenstein en 1930. Ese mismo año, se casó con un artista de cerámica más joven llamado Frans o Franz Wildenhain, quien anteriormente había sido su compañero de clase en Weimar Bauhaus y sirvió como aprendiz en Burg Giebichenstein.
Cuando los nazis llegaron al poder en 1933, Wildenhain se vio obligada a dejar su puesto de profesora debido a su ascendencia judía. Con su esposo (un ciudadano alemán no judío), se mudó a Putten, Países Bajos, donde la pareja abrió una tienda de cerámica llamada Het Kruikje (La Jarrita), y donde vivieron hasta 1940. Antes de la invasión nazi, Wildenhain pudo salir de Holanda y emigrar a Nueva York, pero la solicitud conjunta de su marido fue denegada.

## Pond Farm

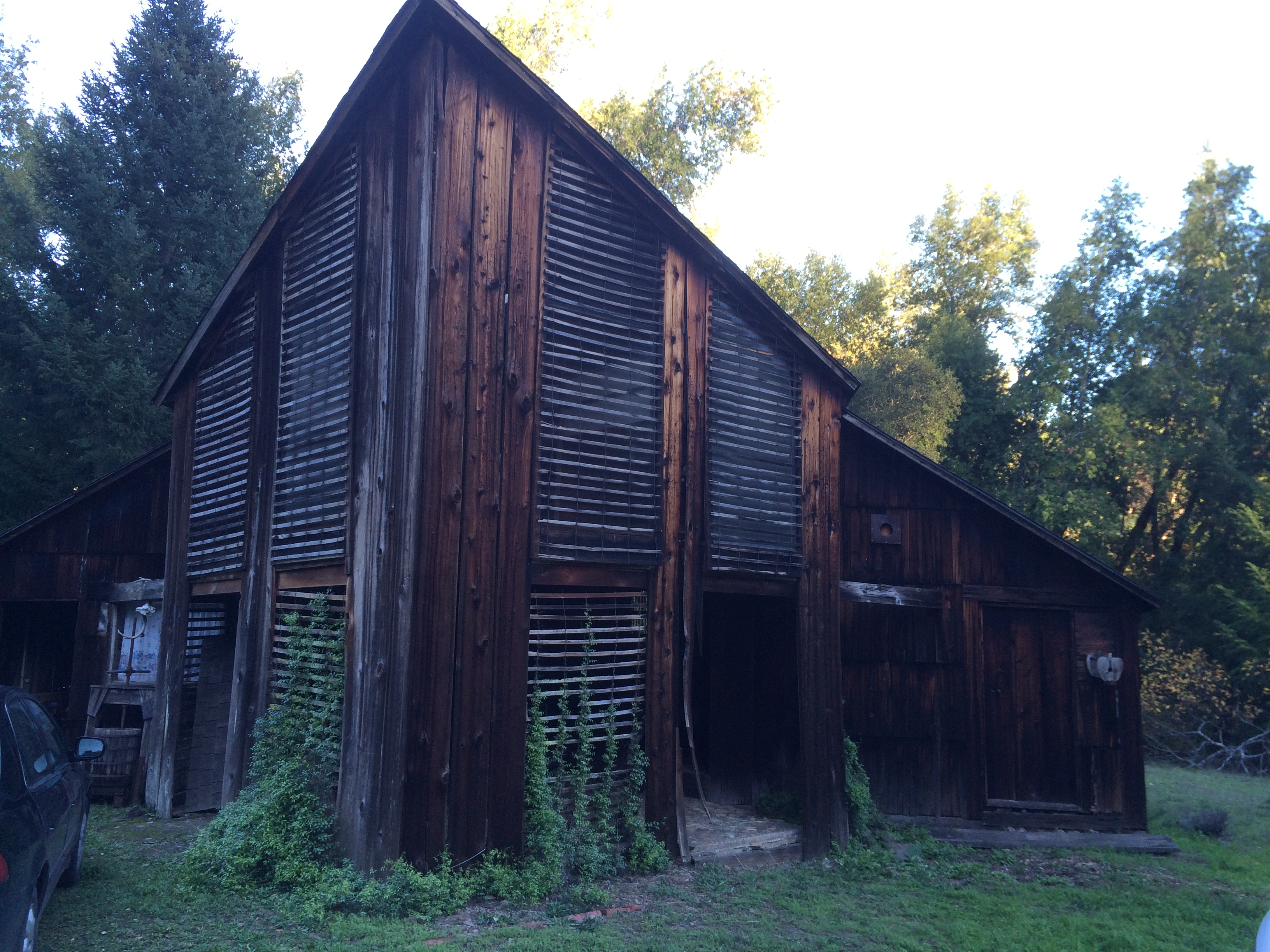
Granero Pond Farm, Guerneville, California

Wildenhain se mudó de Nueva York a California el 27 de mayo de 1940, donde ocupó un puesto docente durante dos años en el Colegio de Artes de California en Oakland. A principios de la década de 1940, Wildenhain se mudó a Pond Farm, una extensión de tierras de cultivo propiedad del arquitecto Gordon Herr y su esposa Jane Herr, donde se centró en crear el taller en el que se convertiría. Después de obtener la ciudadanía estadounidense en 1945, Wildenhain pudo financiar y auspiciar la emigración de su marido quien, en los años de su separación, había sido reclutado por el ejército alemán.
Los talleres de Pond Farm, como se los conoció, se desarrollaron entre 1949 y 1952 y fueron dirigidos por Gordon Herr, Marguerite y Franz Wildenhain, y otros dos colegas artistas, la artista textil Trude Guermonprez (nacida en Jalowetz) y el artista de metales Victor Ries. El artista de collage Jean Varda y la escultora Claire Falkenstein también enseñaron en Pond Farm una vez por semana. En estos rigurosos talleres, centrados en el uso del torno de pie al estilo de la Bauhaus, los estudiantes crearon cientos de formas cerámicas como macetas, cuencos, jarras, tazas y teteras. Durante los talleres, los alumnos se centraron en el dominio del proceso más que en el esmaltado y la cocción de las piezas. En los descansos, los alumnos y los profesores hablaban de temas como la naturaleza y la música, la filosofía, la estructura de las plantas y también sobre administración. Pond Farm funcionó como una "escuela para la vida". Muchos de sus alumnos se convirtieron en ceramistas profesionales exitosos y atribuyen a Wildenhain un crecimiento monumental en sus carreras artísticas.
Los talleres de Pond Farm finalmente terminaron por una serie de razones: El estilo de liderazgo dominante de Herr, las peticiones desatendidas de propiedad comunitaria por parte de los artistas, la muerte de Jane Herr en 1952 a causa de un cáncer, etc. Franz también abandonó a Wildenhain y aceptó un puesto de profesor en la Escuela de Artesanos Americanos en el Instituto de Tecnología de Rochester en Nueva York, mientras que ella continuó viviendo y enseñando en Pond Farm hasta 1979.
En los años siguientes, a medida que la fama artística de Wildenhain crecía, continuó dirigiendo su propia escuela de verano, aceptando veinte o más estudiantes cada año. También publicó tres libros ( Pottery: Form and Expression ; The Invisible Core: A Potter's Life and Thoughts ; y That We Look and See: An Admirer Looks at the Indians ), dio conferencias en escuelas de todo Estados Unidos, Sudamérica   y América Central, Europa y Medio Oriente.
Murió a los 88 años el 24 de febrero de 1985 en Guerneville, California. Desde su muerte, los terrenos y edificios de Pond Farm se han conservado y ahora son oficialmente parte del sistema de parques estatales de California.
Pond Farm y el área recreativa de Austin Creek fueron adquiridas mediante un acuerdo de explotación entre "Stewards of the Coast and Redwoods" y los Parques Estatales. Poco después de que Stewards asumiera la responsabilidad de mantener abierto este parque estatal, Pond Farm fue designado "Tesoro Nacional" por el Fideicomiso Nacional para la Preservación Histórica , y con este reconocimiento, los planes avanzan para restaurar y preservar el taller y la residencia.

## Iconografía
- Charles Crodel : Die Töpferin Marguerite Friedlaender, Berliner Sezession, 64. Ausstellung: Künstler unter sich. Malerei. Plástico. Abril / Marzo 1931, Nr. 9 (Veröffentlichungen des Kunstdienstes Nr. 57)

## Obra literaria
- Pottery, Form and Expression (New York, 1962)
- The Invisible Core: A Potter's Life and Thoughts (New York, 1973)
- …that We Look and See: An Admirer Looks at the Indians (Decorah, IA, 1979)
- R. Kath, ed.: The Letters of Gerhard Marcks and Marguerite Wildenhain, 1970-1981: A Mingling of Souls. (Ames, IA, 1991).
- D.L. Schwarz, ed.: Marguerite Letters to Franz Wildenhain (Decorah, IA, 2005).